# MCH Futsal Club Bielefeld
Der MCH Futsal Club Bielefeld e. V. ist ein westfälischer Futsalverein aus dem südlichen Bielefelder Stadtbezirk Sennestadt. Die erste Herrenmannschaft ist Gründungsmitglied der im Jahre 2021 eingeführten Futsal-Bundesliga. Bei den Deutschen Futsal-Meisterschaften erreichte die Mannschaft dreimal das Halbfinale.

## Geschichte

### Name und Entstehung

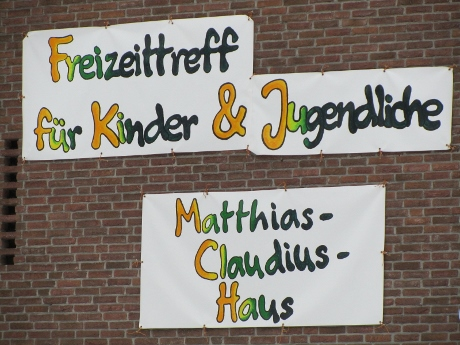
Das MCH Sennestadt

Das im Vereinsnamen vorhandene Kürzel MCH ist abgeleitet vom Matthias-Claudius-Haus Sennestadt (MCH Sennestadt), das Jugendzentrum der Evangelischen Kirchengemeinde Sennestadt. Zu Beginn des 21. Jahrhunderts ist hier das Hallen- und Kleinfeldfußballangebot Soccer-Boys entstanden, welches u. a. im Rahmen der regelmäßigen MCH-Soccer Nights-Veranstaltungen mit der Variante Futsal nicht nur bei Kindern, sondern vor allem auch bei Jugendlichen und jungen Erwachsenen großes Interesse weckte. Da es sich bei den Soccer-Boys jedoch nicht um einen eingetragenen Verein handelte, konnten diese nicht an offiziellen Futsalwettbewerben, sondern nur an inoffiziellen Veranstaltungen wie der Street Soccer Tour teilnehmen. Während die gemeinsame Freude am Futsal jedoch immer weiter wuchs, kam auch verstärkt der Wunsch auf, an offiziellen Futsal-Wettbewerben teilzunehmen. Um dies zu ermöglichen, wurde am 12. August 2013 der Verein MCH Futsal Club Sennestadt gegründet.
Im Mai 2018 entschloss man sich einstimmig den Vereinsnamen in „MCH Futsal Club Bielefeld-Sennestadt e. V.“ zu erweitern. Als eigenständiger und – auf die letzten Jahre betrachtet – erfolgreichster Futsalverein Westdeutschlands hat der Verein einen großen Anteil an der regionalen sowie bundesweiten Popularisierung der Sportart „Futsal“. Nach drei aufeinander folgenden Teilnahmen an der deutschen Futsal-Meisterschaft und der damit verbundenen Zugehörigkeit zu den besten Futsalmannschaften Deutschlands soll durch den Namenszusatz „Bielefeld“ in der Außendarstellung neben der Wahrnehmung als „Stadtteilverein“ auch der Pflicht als „Stadtverein“ nachgekommen werden, um so einen noch größeren Beitrag in der Entwicklung des Futsals in Verbundenheit mit der Stadt Bielefeld zu leisten. Im Zuge dieser Erweiterung wurde auch das Vereinswappen verändert und optimiert. Dabei blieb man seinen Sennestädter Wurzeln treu, indem man die Postleitzahl des Stadtbezirks (33689) in das Wappen eingebunden hat.
Der MCH Futsal Club Bielefeld-Sennestadt agiert heute zwar weitestgehend unabhängig vom MCH Sennestadt, steht aber dennoch über verschiedenste Angebote in regelmäßiger und enger Kooperation mit diesem. Das MCH Sennestadt ist daher nicht nur Geburtsort, sondern bis heute eine wichtige Anlaufstelle und Unterstützer des Futsal Clubs und seiner Mitglieder. Daher wird der Begriff MCH Sennestadt vereinsintern und umgangssprachlich als kurzes Synonym für den MCH Futsal Club Bielefeld-Sennestadt verwendet. Um jedoch Verwechslungen für und durch Außenstehende vorzubeugen, muss sowohl aufgrund der Eigenständigkeit des Jugendzentrums MCH Sennestadt als auch des Futsalvereins „MCH Futsal Club Bielefeld-Sennestadt“ in der externen Namensverwendung differenziert werden.

### Saison 2013/14 bis 2015/16
Kurz nach der Vereinsgründung nahm die Mannschaft vom damaligen Trainer Yasin Kacar den Spielbetrieb in der zu dieser Zeit noch zweitklassigen Futsal-Westfalenliga 2013/14 auf und sicherte sich mit sieben Siegen aus acht Spielen auf Anhieb die Meisterschaft. Mit der Futsal-Westfalenmeisterschaft 2013/14 stiegen die Sennestädter in die erstklassige WFLV-Futsal-Liga auf und erlangten in ihrer Aufstiegssaison 2014/15 auf Anhieb den vierten Platz. In der folgenden Saison 2015/16 wurden die Sennestädter Vizemeister der WFLV-Futsal-Liga aufgrund des besseren direkten Vergleichs gegenüber den ehemaligen deutschen Futsal-Meister Futsal Panthers Köln. Damit qualifizierte man sich für die Deutsche Futsal-Meisterschaft 2016.

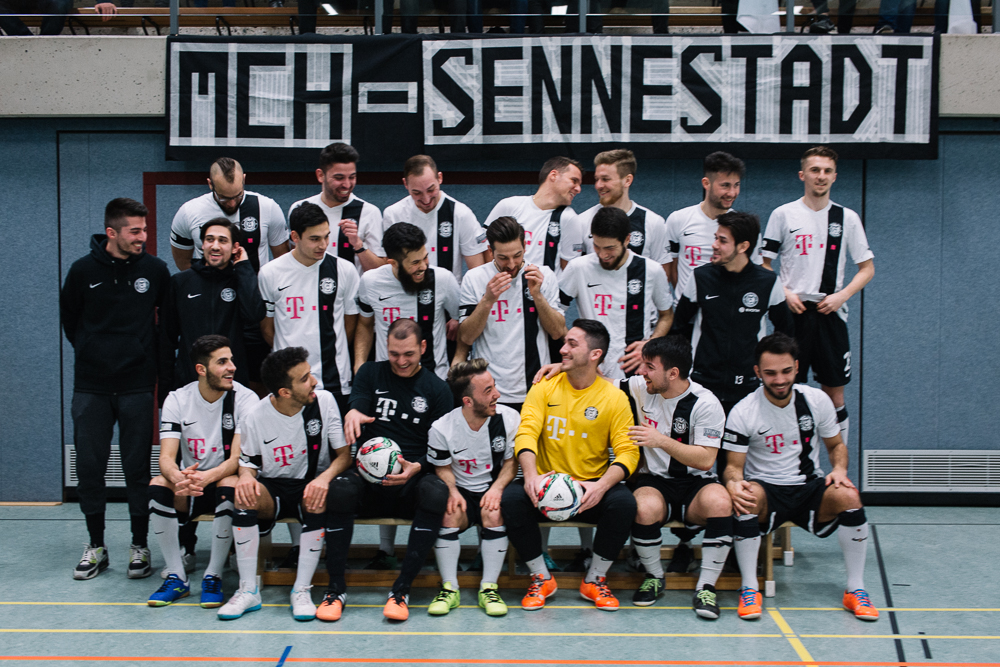
Mannschaftsfoto 2015–16

Im Viertelfinale der Deutschen Futsal-Meisterschaft 2016 konnten die Bielefelder in eigener Halle den VfL 05 Hohenstein-Ernstthal mit 5:4 besiegen. Im darauffolgenden Halbfinale musste der MCH Futsal Club beim Titelverteidiger Hamburg Panthers antreten. Nach einem spannenden Spiel mussten sich die Sennestädter mit 2:5 geschlagen geben.
Ebenfalls im Jahre 2016 sicherte sich der MCH Futsal Club den Futsal-Westfalenpokal durch einen 2:0-Finalsieg über die Holzpfosten Schwerte. Während der Teilnahme an der Deutschen Futsal-Meisterschaft sowie beim Futsal-Westfalenpokal unterstützte der DFB-Futsal-Instruktor und niedersächsische (seit 2017 westfälische) Futsal-Landesauswahltrainer Sebastian Rauch den bisherigen Trainer Yasin Kacar bei der Arbeit mit der ersten Mannschaft. Im Sommer 2016 nahm Sebastian Rauch dann auch offiziell das Amt des Cheftrainers der ersten Mannschaft ein, während sich Yasin Kacar seitdem als Co-Trainer und Vorstandsvorsitzender erweiterten Aufgaben stellt.

### Saison 2016/17
In der neuen Konstellation sicherten sich die Bielefelder in der Saison 2016/17 mit 42 Punkten und zuletzt 14 Spielen ohne Niederlage erstmals den westdeutschen Meistertitel. Dabei stellte der MCH Futsal Club mit einem Durchschnittsalter von 21 Jahren die jüngste Mannschaft der Liga. Im Viertelfinale der Deutschen Futsal-Meisterschaft 2017 trafen die Sennestädter wieder auf den VfL 05 Hohenstein-Ernstthal, der sich in einer engen Partie mit einem 4:3-Sieg für die Vorjahresniederlage revanchierte.
Anschließend konnte der MCH Futsal Club durch einen 7:6-Sieg über die Futsal Freakz Gütersloh zudem den Westdeutschen Futsal-Pokal gewinnen. Zum Abschluss der Saison 2016/17 verteidigten die Sennestädter nach einem 2:1-Finalsieg gegen die Holzpfosten Schwerte ihren Titel im Futsal-Westfalenpokal. Somit ist der MCH Futsal Club Bielefeld-Sennestadt die erste Futsal-Mannschaft, dem nicht nur das westdeutsche Double (westdeutscher Meister und Pokalsieger), sondern mit dem Gewinn des Westfalenpokals auch erstmals das Triple mit dem Gewinn aller möglichen Wettbewerbe auf westdeutscher Ebene gelang.
Ferner wurden im Mai vom neuen deutschen Futsal-Bundestrainer Marcel Loosveld mit Memos Sözer, Ibrahim Kalemci und Vidoje Matić gleich drei Sennestädter Futsaler für den im Juni stattfindenden Lehrgang der deutschen Futsal-Nationalmannschaft nominiert. Sözer debütierte bereits im Januar 2017, während Matić im September des gleichen Jahres erstmals für Deutschland spielte.

### Saison 2017/18
Die Titelverteidigung in der Saison 2017/18 wurde, trotz der zuvor noch nie von einem westdeutschen Verein erreichten Punkteausbeute in Höhe von 47 Punkten, knapp verpasst. Trotz eines 9:4-Sieges am letzten Spieltag beim UFC Paderborn hofften die Sennestädter vergeblich auf einen Ausrutscher von Tabellenführer Futsal Panthers Köln, die selber mit 5:2 beim UFC Münster und schlussendlich mit 49 Punkten den Titel gewannen. Dennoch qualifizierte sich der MCH für die Deutsche Futsal-Meisterschaft 2018, wo sich die Bielefelder zunächst mit 4:1 (0:1) beim Titelverteidiger SSV Jahn Regensburg durchsetzen konnten, aber im Viertelfinale mit 0:3 (0:0) am späteren deutschen Meister VfL 05 Hohenstein-Ernstthal scheiterten. Mit Aytürk Geçim und Hakan Erdem stellte der MCH Futsal Club in der Spielzeit 2017/18 seine Nationalspieler Nummer vier und fünf.

### Saison 2018/19
Zu Saisonbeginn wurde der Vereinsname in MCH Futsal Club Bielefeld-Sennestadt verlängert. Darüber hinaus ging der Vereine eine Kooperation mit dem Fußballclub Arminia Bielefeld ein. Die um den Nationalspieler Sandro Jurado García verstärkte Mannschaft sicherte sich am letzten Spieltag durch einen 8:3-Sieg über den Absteiger Bonner Futsal Lions die Meisterschaft. Auf Bundesebene war erneut im Viertelfinale Endstation. Gegen den FC Liria Berlin scheiterten die Sennestädter im Sechsmeterschießen.

## Umfeld

### Spiel- und Trainingsstätte

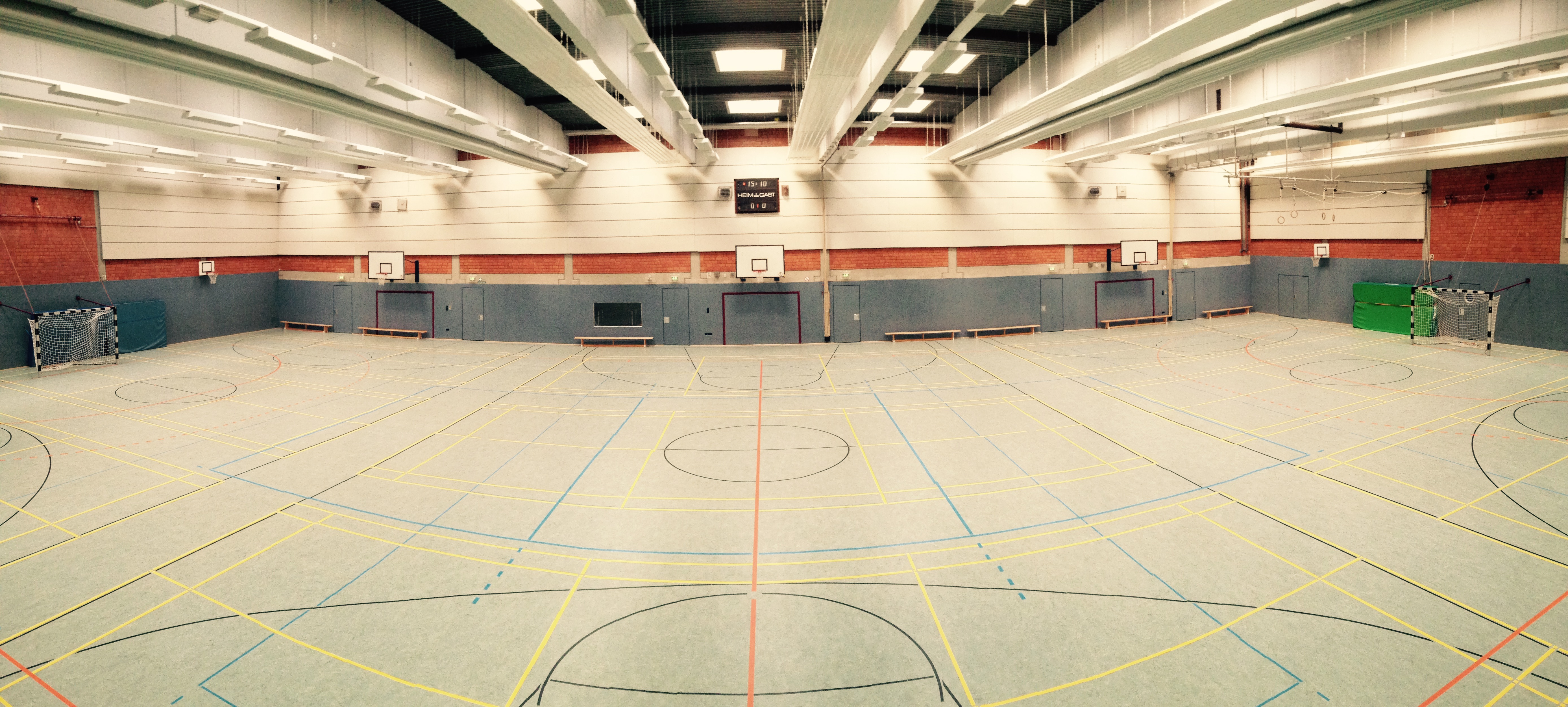
Sporthalle Sennestadt-Süd

Die Heimspiel- und Trainingshalle vom MCH Futsal Club Bielefeld-Sennestadt ist die Sporthalle Sennestadt-Süd. Die Halle befindet sich an der Wintersheide 32 (südlich der Johannes-Rau- und Theodor-Heuss-Schule) in 33689 Bielefeld. Seit November 2014 und somit über 3½ Jahre sind die Futsaler aus dem Süden Bielefelds in der Futsalliga West in heimischer Halle ungeschlagen und konnten in dieser Zeit 35 Heimspiele gewinnen bei einem Unentschieden (Stand: 4. Juli 2018).

### Vereinsslogan „Seite an Seite.“

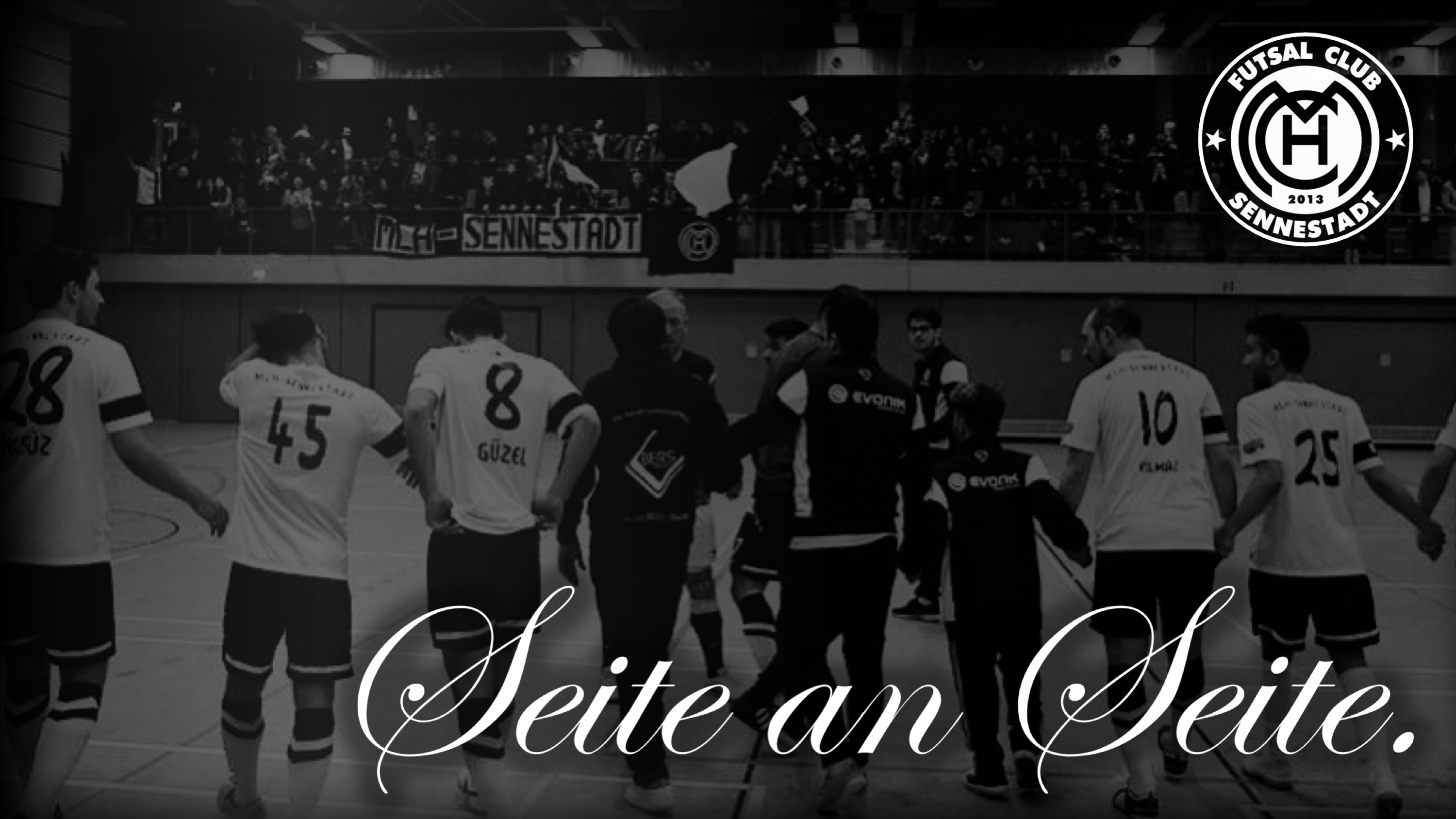
Vereinsslogan Seite an Seite

Aus Dankbarkeit dem großen Team um Spielern, Funktionären sowie den zahlreichen Helfern, Unterstützern, Zuschauern und Fans innerhalb und außerhalb des Vereins gegenüber, wurde im Anschluss an die Saison 2015/16 der Vereinsslogan „Seite an Seite.“ ins Leben gerufen. Dieser symbolisiert die soziale, familiäre, loyale und solidarische Verbundenheit der im und um den Verein herum tätigen Menschen.

## Statistik

### Erfolge
- Westdeutscher Futsal-Meister: 2017, 2019, 2020, 2021
- Westdeutscher Futsal-Pokalsieger: 2017
- Halbfinalist der Deutschen Futsal-Meisterschaft: 2016, 2020, 2021
- Viertelfinalist der Deutschen Futsal-Meisterschaft: 2017, 2018
- Westdeutscher Futsal-Vizemeister: 2016, 2018
- Futsal-Westfalenpokalsieger: 2016, 2017, 2019
- Futsal-Westfalenmeister: 2014

### Saisonbilanzen 1. Mannschaft
| Saison  | Liga                 | Level | Platz | S  | U | N  | Tore   | Punkte | Deutsche Meisterschaft |
| ------- | -------------------- | ----- | ----- | -- | - | -- | ------ | ------ | ---------------------- |
| 2013/14 | Futsal-Westfalenliga | II    | 1.    | 07 | 0 | 01 | 089:25 | 21     |                        |
| 2014/15 | WFLV-Futsal-Liga     | I     | 4.    | 09 | 3 | 6  | 063:84 | 30     |                        |
| 2015/16 | WFLV-Futsal-Liga     | I     | 2.    | 14 | 2 | 2  | 125:65 | 44     | Halbfinale             |
| 2016/17 | Futsalliga West      | I     | 1.    | 13 | 3 | 2  | 107:49 | 42     | Viertelfinale          |
| 2017/18 | Futsalliga West      | I     | 2.    | 15 | 2 | 1  | 124:58 | 47     | Viertelfinale          |
| 2018/19 | Futsalliga West      | I     | 1.    | 15 | 1 | 2  | 117:45 | 46     | Viertelfinale          |
| 2019/20 | Futsalliga West      | I     | 1.    | 13 | 1 | 1  | 112:43 | 40     | Halbfinale             |
| 2020/21 | Futsalliga West 1    | I     | 1.    | 04 | 0 | 0  | 034:07 | 12     | Halbfinale             |
| 2021/22 | Bundesliga           | I     | 5.    | 08 | 0 | 8  | 049:56 | 24     | Viertelfinale          |
| 2022/23 | Bundesliga           | I     | 8.    | 4  | 3 | 1  | 47:80  | 15     | Viertelfinale          |
| 2023/24 | Bundesliga           |       |       |    |   |    |        |        |                        |

### Saisonbilanzen 2. Mannschaft (U19/U21)
| Saison  | Liga                      | Level | Platz | S  | U | N | Tore   | Punkte |
| ------- | ------------------------- | ----- | ----- | -- | - | - | ------ | ------ |
| 2014/15 | Futsal-Westfalenliga      | III   | 4.    | 12 | 1 | 5 | 147:78 | 37     |
| 2015/16 | Futsal-Oberliga-Westfalen | II    | 6.    | 05 | 1 | 8 | 064:97 | 16     |
| 2016/17 | Futsal-Oberliga-Westfalen | II    | 7.    | 02 | 0 | 9 | 037:65 | 06     |

## Persönlichkeiten
- Fouad Aghnima  N
- Furkan Ars
- Hakan Erdem  N
- Sandro Jurado García  N
- Aytürk Geçim  N
- Ersin Gül
- Serhat Kot
- Vidoje Matić  N
- Nick Mdoreuli
- Gabriel Francisco de Oliveira Costa
- Muhammet Sözer  N
- Berkay Yilmaz